# Ptéris denté
Pteris dentata
Espèce
Le Ptéris denté (Pteris dentata) est une espèce de fougères tropicales appartenant à la famille des Pteridaceae. Elle est parfois classée dans la famille des Adiantaceae (selon les auteurs).

## Description
- Période de sporulation : juillet et août.
- Mode de dissémination : par le vent (anémochorie).

## Milieu de vie
Le Ptéris denté est une fougère des forêts tropicales.